# أروى جودة
أروى جودة (27 سبتمبر 1984 -)، ممثلة وعارضة أزياء مصرية. متزوجه من رجل أعمال إيطالي فرنسي .

## عن حياتها
ولدت بمدينة جدة في السعودية، خالتها هي الفنانة صفاء أبو السعود، بدايتها كانت كعارضة أزياء، وحصلت على جائزة أفضل عارضة أزياء في العالم عام 2004، وشاركت كذلك في تقديم الاعلانات التجارية.

### تقديم البرامج
خاضت تجربة تقديم البرامج في عام 2012 وذلك من خلال تقديمها برنامج ذا فويس الذي تم بثه على قناة إم بي سي.

## أعمالها

### الأفلام
- 2005: الحياة منتهى اللذة.[8]
- 2006: مفيش غير كده.
- 2008: على جنب يا أسطى.
- 2008: زي النهارده.
- 2009: العالمي.
- 2010: الوتر.
- 2013: فيلا 69.
- 2014: الجزيرة 2.
- 2021: أعز الولد.
- 2022: أشباح أوروبا
- 2023: يوم 13.[9]

### المسلسلات
- 2011: المواطن x.
- 2012: نابليون والمحروسة.
- 2012: خطوط حمراء.
- 2014: إمبراطورية مين ؟ (ضيفة شرف).
- 2015: العهد: الكلام المباح.
- 2017: حجر جهنم.
- 2017: هذا المساء.
- 2018: أبو عمر المصري.
- 2019: أهو ده اللي صار.
- 2019: صانع الأحلام.
- 2020: إلا أنا (حكاية سنين وعدت).
- 2020: نمرة اتنين
- 2021: حرب أهلية
- 2022: بابلو
- 2023: رسالة الإمام
- 2024: نعمة الأفوكاتو

## وصلات خارجية
- أروى جودة على موقع IMDb (الإنجليزية)
- أروى جودة على موقع الدهليز
- أروى جودة على موقع قاعدة بيانات الأفلام العربية
- أروى جودة على موقع قاعدة بيانات الفيلم (الإنجليزية)